# 수학동아
수학동아는 수학을 주제로 한 대한민국의 대중잡지다. 초중고생을 대상으로 제작되었다. 문제 풀이 위주의 학습에서 벗어나 수학의 재미와 쓰임새를 알아야 수학에 흥미를 느낄 수 있다는 취지에서 2009년 10월 1일 창간되었다. 이후 현재까지 매달 1회 발행되고 있다.
과학동아, 어린이 과학동아를 발행하는 동아사이언스에서 같이 발행한다. 2014년 서울에서 열린 2014서울세계수학자대회 공식 후원 매체이다. 수학계의 연구 성과나 실생활 속의 수학 원리, 퍼즐처럼 수학에 흥미를 갖도록 이끄는 콘텐츠를 담고 있다. 2016년부터는 소프트웨어 섹션을 만들어 소프트웨어 교육과 관련된 콘텐츠도 제공한다.
구성은 기사, 정보 콘텐츠, 인터뷰, 퍼즐 및 퀴즈, 만화 등으로 되어 있다. 주요 내용은 수학계의 최신 연구 성과를 대중적으로 해설한 기사, 실생활 속 수학 원리, 과학이나 기술, 경제, 문화와 같은 다른 분야에서 수학의 쓰임새를 다룬 정보 콘텐츠, 수학과 관련된 진로 정보, 수학자 기고문 등이다.

## 역사
- 2009년 과학동아를 발행하는 ㈜동아사이언스는 학생을 독자로 하는 수학 잡지의 발행을 결정하고 팀을 결성해 준비 작업에 들어갔다. 과학 잡지를 통해 과학에 흥미를 갖듯이 학생이 자연스럽게 수학에 흥미를 가질 수 있게 해 주는 수학 전문 잡지를 만드는 게 목적이었다.
- 2009년 8월 창간 예비호가 발행되었다. 비매품이었던 예비호의 특집 기사는 ‘미스터리 x와 수학의 세계’로 제호에 들어가 있는 ‘x’가 수학에서 어떤 의미이며 어떻게 쓰이는지를 다뤘다.
- 창간호는 2009년 10월호다. 창간호 특집 기사는 ‘수학이 있어 세상이 즐겁다’. 창간 취지에 맞게 수학 기피증을 극복하고 즐겁게 수학을 공부할 수 있는 방법을 제안했다. 최초의 슬로건은 ‘즐거움은 더하고 창의력은 곱하고’였다.
- 2010년 4월부터 2012년 12월까지 별책부록 ‘math up’을 제공했다.
- 2010년 8월~10월호에 당시 인도 하이데라바드에서 열렸던 세계 수학자 대회를 현지 취재하여 특별 시리즈 기사를 3회에 걸쳐 내보냈다.
- 2013년 1월, 중학교 1, 2, 3학년 수학 핵심 개념 33가지를 다룬 별책부록 ‘실생활 수학으로 보는 중학수학개념 33’을 제공했다.
- 2014년 1월부터 슬로건이 ‘재미있는 스토리텔링 수학세상’으로 바뀌었다.
- 2014년 8월호에 2014 서울 세계 수학자 대회를 맞아 필즈상과 세계 수학자 대회에 대한 상세한 해설 기사를 특집으로 게재했다.
- 2015년 1월, 2013년 1월부터 실렸던 책속 부록 ‘수학동아 클리닉’이 교사용 교육섹션으로 개편되었다.
- 2015년 9월호부터 표지에 슬로건을 노출하지 않고 있다.
- 2016년 1월호부터 소프트웨어 섹션을 신설해 소프트웨어 교육 콘텐츠를 제공하고 있다.

## 부록
- 2010년 4월부터 2012년 12월까지 별책부록 ‘math up’을 제공했다. 2011년 1월부터는 제목이 ‘math up+’로 바뀌었다. 본지보다 학습적인 성격이 강한 콘텐츠로 꾸렸다.
- 2013년 1월호에 <실생활 수학으로 보는 중학수학개념33>을 특별부록으로 제공했다. 2013년부터 바뀌는 중학교 수학교과서를 토대로 핵심 개념 33개를 선별해 실생활과 엮어서 소개했다.

## 기고
수학자나 수학교육학자, 수학교사가 종종 글을 기고한다. 수학자로는 박형주 교수, 김민형 교수, 이광연 교수, 이상구 교수, 엄상일 교수 등이 연재 또는 부정기적으로 글을 기고했다.
- 2013년 1월호부터 2013년 12월호까지 박형주 아주대 수학과 석좌교수가 ‘박형주 교수의 수학자 이야기’를 연재했다. 다비드 힐베르트, 앨런 튜링 등 20세기에 큰 업적을 남긴 수학자를 매달 한 명씩 소개했다.
- 2014년 1월호부터 2014년 12월호까지는 김민형 옥스퍼드대 수학과 교수가 ‘김민형 교수의 수학 산책’을 연재했다.
- 2016년 1월호부터는 엄상일 KAIST 수리과학과 교수가 ‘엄상일 교수의 따끈따끈한 수학’을 연재하며 수학계의 최신 성과를 소개하고 있다.

## 편집장
- 이억주(초대, 2009년 10월~2010년 10월)
- 이충환(2010년 11월~2011년 11월)
- 고선아(2011년 12월~2014년 10월)
- 고호관(2014년 11월~2018년 9월)
- 조가현(2018년 10월~2020년 12월)
- 최영준(2021년 1월~2021년 4월)
- 박은정(2021년 5월~2021년 10월)
- 조가현(2021년 11월~)

## 같이 보기
- 과학동아
- 어린이 과학동아
- 수학동아 폴리매스
- 어린이 수학동아